# Куршубадзе Пікріє Хусейнівна
Пікріє Хусейнівна Куршубадзе (1926, село Чаїсубані, тепер Кобулетський муніципалітет, Аджарія, Грузія — ?) — грузинська радянська діячка, ланкова колгоспу імені Леніна 
села Чаїсубані Кобулетського району Аджарської АРСР. Депутат Верховної ради СРСР 5-го скликання.

## Життєпис
Народилася в селянській родині. У 1939 році закінчила шість класів Чаїсубанської неповної середньої школи Кобулетського району Аджарської АРСР.
З 1939 року працювала колгоспницею, а З 1946 року — ланковою колгоспу імені Леніна села Чаїсубані Кобулетського району Аджарської АРСР. Була майстром високих урожаїв сортового зеленого чайного листа.
Подальша доля невідома.

## Нагороди і звання
- орден Трудового Червоного Прапора
- медаль «За доблесну працю у Великій Вітчизняній війні 1941—1945 рр.» (1945)
- медалі